# Orovilledammen

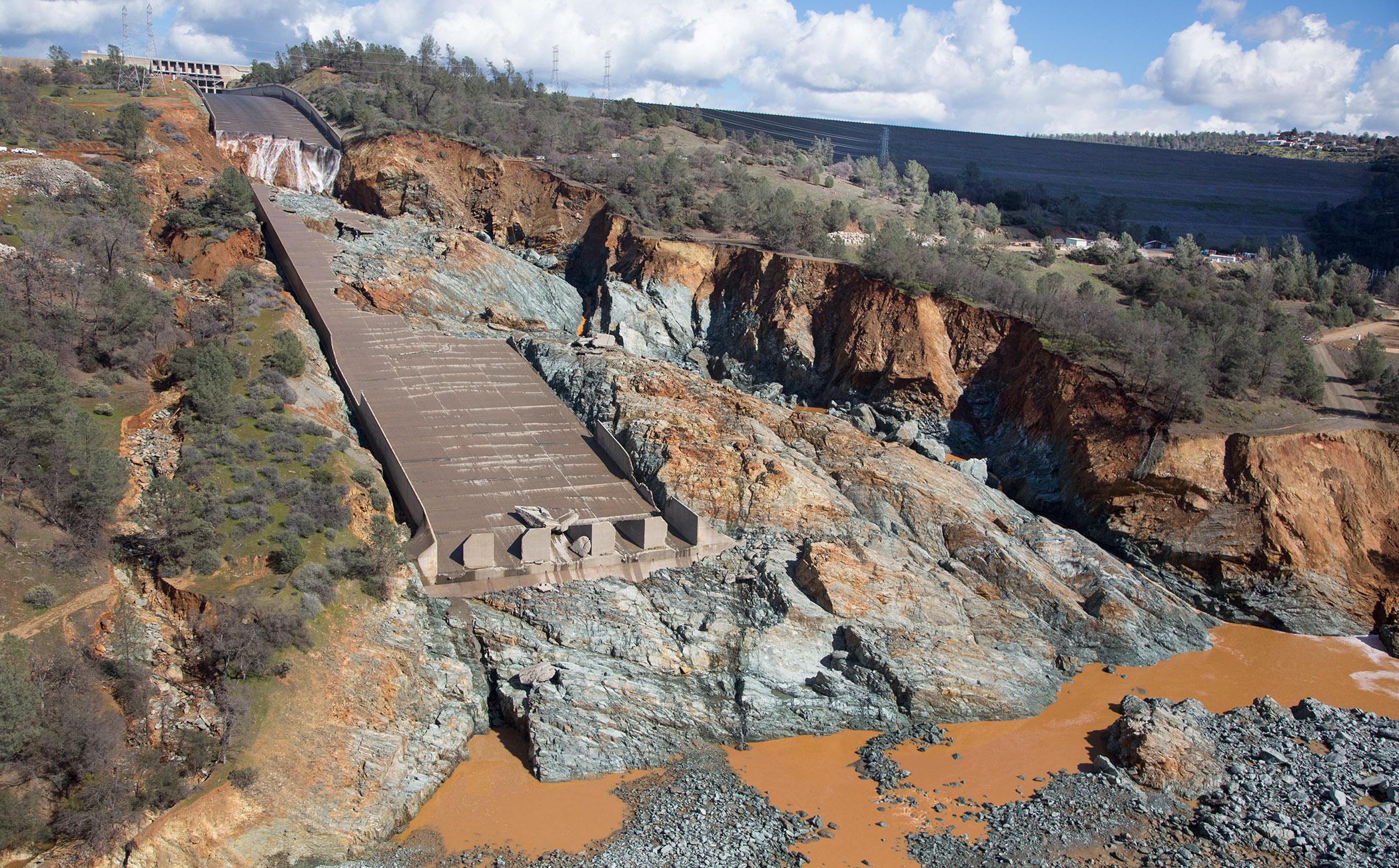
Erosion skada

Orovilledammen (engelska: Oroville Dam), är en dammbyggnad över Feather River i den amerikanska delstaten Kalifornien. Bygget av dammen startade 1961 och den stod klar 1968. Med en höjd på 235 m är den den högsta dammen i USA. Den ingår i California State Water Project, vars syfte är att förse stora delar av Kalifornien med vatten.
Dammens kraftverk kallat Edward Hyatt, har 6 turbiner på totalt 819 MW. Tre av turbinerna kan även pumpa tillbaka vatten till Lake Oroville som ett sätt att lagra energi. När dammen byggdes förberedde man för ytterligare ett kraftverk, detta blev dock aldrig färdigställt.

## Utskov
År 2013 uppstod sprickor i betongen på den spillränna som leder vatten från dammens utskov. 
År 2017 uppstod återigen sprickor i spillrännas betong. Denna gången havererade spillrännan och dammen riskerade att rasa på grund av erosion från den havererade spillrännan. Efter att utskovet stängts började vatten rinna över dammens nödutskov, vilket också kunde leda till erosionsskador på dammen. Nära 200.000 boende nedströms dammen evakuerades och dammens ordinarie utskov öppnades så småningom.
Efter att vårfloden var över började det omfattande arbetet med att återställa spillrännan och att säkra nödutskovet. Spillrännan kunde återtas i bruk den 2 april 2019.